# 磅斯外县
磅斯外县，一译磅遂县，是柬埔寨磅同省下辖的一个县。
境内有一座建于7世纪的印度教寺庙Prasat Andat。这里在越南阮朝史料中被称为海东，1841年至1845年间是暹越战争的战场。